# Renate Pajusalu

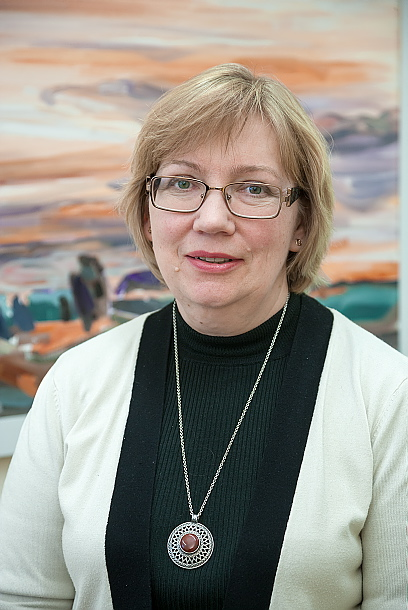
Renate Pajusalu

Renate Pajusalu (geb. Elango, * 13. November 1963 in Tartu) ist eine estnische Sprachwissenschaftlerin.

## Leben
Renate Pajusalu machte 1981 in Nõo Abitur und schloss 1986 das Studium der Estnischen Philologie an der Universität Tartu ab. 1991 machte sie an derselben Universität ihren Magister. Seit 1989 ist sie an der Universität Tartu, wo sie 1999 zum Dr. phil. promoviert wurde, angestellt, zunächst als Lektorin, ab 2000 als Dozentin und seit 2007 ist sie Professorin für allgemeine Sprachwissenschaft. Im Studienjahr 1996–1997 war sie Lektorin für Estnisch an der Universität Turku.
Renate Pajusalu ist verheiratet mit dem estnischen Sprachwissenschaftler Karl Pajusalu, das Paar hat drei Kinder.

## Werk
Pajusalus Forschungsschwerpunkt liegt auf Syntax und Semantik des Estnischen. Außerdem legte sie zahlreiche Forschungen zur Typologie vor.

## Schriften (Auswahl)

### Monografien
- Deiktikud eesti keeles. Tartu: Tartu Ülikool 1999. 209 S. (Dissertationes Philologiae Estonicae Universitatis Tartuensis 8)
- Sõna ja tähendus. Tallinn: Eesti Keele Sihtasutus 2009. 207 S.

### Artikel
- Pronominit see, tema ja ta viron puhekielessä, in: Sananjalka 37, 1995, S. 81–93.
- Is there an article in (spoken) Estonian?, in: Estonian Typological Studies II, 1997, S. 146–177.
- 2000: Indefinite determiners mingi and üks in Estonian, in: Estonian Typological Studies IV, 2000, S. 87–117.
- Death of a demonstrative: person and time. The case of Estonian too, in: Linguistica Uralica 42, 2006, S. 241–253.
- (gemeinsam mit Ilina Tragel:) Word and construction as units of categorization: the case of change predicates in Estonian, in: Mental States: Evolution, Function, Nature. Amsterdam et al.: John Benjamins 2007, S. 289–310.
- (gemeinsam mit Piia Taremaa, Helen Hint, Maria Reile:) Sise- ja väliskohakäänete kasutus määratlejaga nimisõnafraasides, in: Emakeele Seltsi aastaraamat 67, 2022, S. 120–150, doi:10.3176/esa67.07.
- (gemeinsam mit Miina Norvik:) „Mina räägin kõigiga ühtemoodi, omas stiilis“. Eestlaste arvamusi keelest ja keelekasutusest, in: Akadeemia 7/2022, S. 1202–1238.